# Éparchie de la Sainte-Famille de Londres des Ukrainiens
L'Éparchie de la Sainte-Famille de Londres des Ukrainiens est une juridiction de l'Église catholique créée le 18 janvier 2012 pour les catholiques grecques-catholiques ukrainiens de Grande-Bretagne. 

## Historique
L'exarchat apostolique d'Angleterre et du Pays de Galles des Ukrainiens est érigé le 10 juin 1957.
Il est renommé le 12 mai 1968 en exarchat apostolique de Grande-Bretagne des Ukrainiens. 
Le 18 janvier 2013, l'exarchat est élevé au rang d'éparchie et nommé éparchie de la Sainte-Famille de Londres des Ukrainiens. 

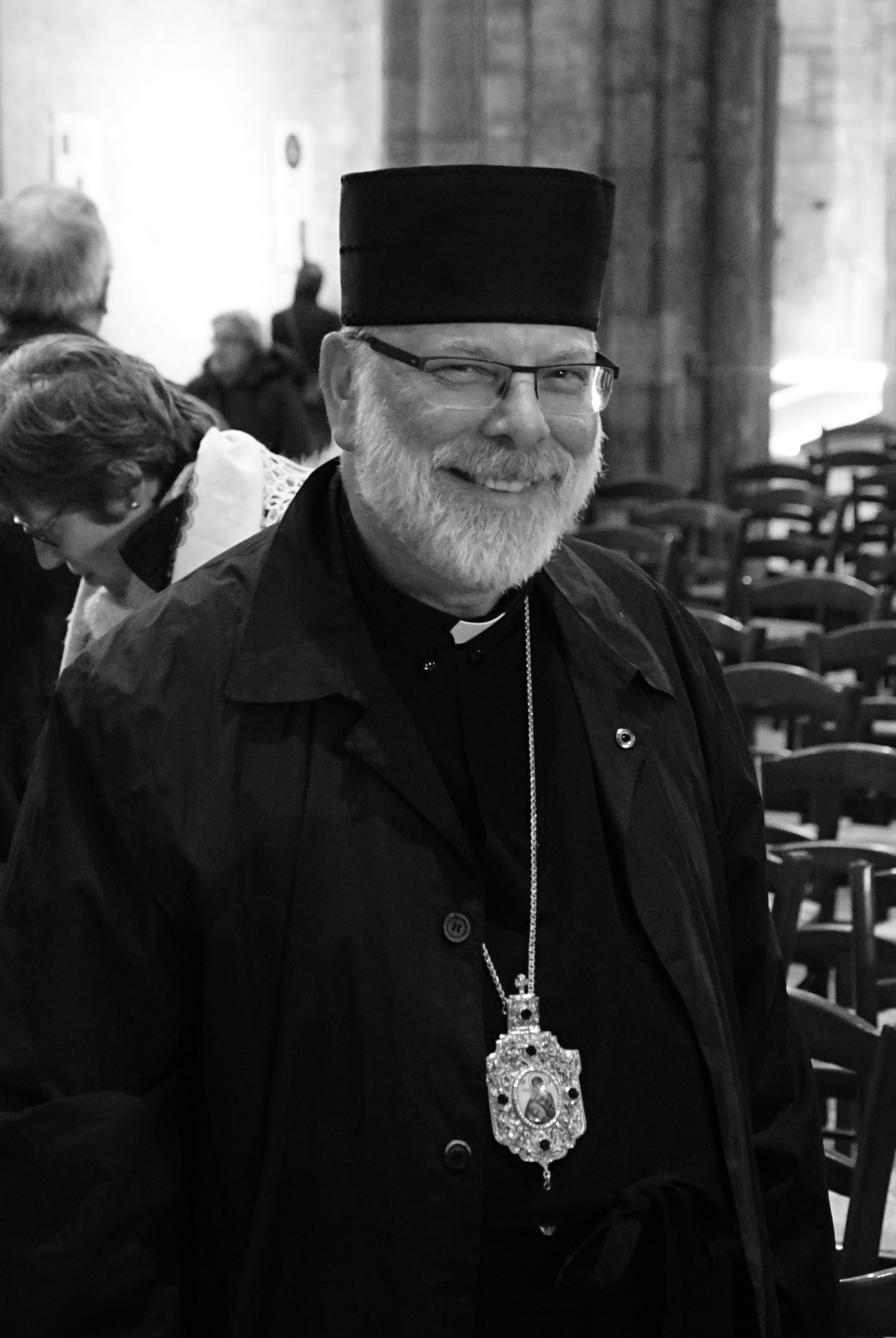
Kenneth Nowakowski.

## Liste des ordinaires

### Sont Exarques apostoliques
- 1957 - 1963 : William Godfrey
- 1963 - 1987 : Augustine Eugene Hornyak
- 1988 - 2002 : Michael Kuchmiak (en), également évêque titulaire d'Agathopolis (de)
- 2002 - 2006 : Paul Patrick Chomnycky
- 2009 - 2013 : Hlib Lonchyna, promu éparque.

### Sont éparques
- 18 janvier 2013 - 2 septembre 2019 : Hlib Lonchyna
  - 2 septembre 2019 - 15 janvier 2020 : Mykola Matwijiwskij, administrateur apostolique
- depuis le 15 janvier 2020 : Kenneth Nowakowski